# Julianalaan 2 (Baarn)
De woning aan de Julianalaan 2 is een gemeentelijk monument aan de Julianalaan in Baarn in de provincie Utrecht. Het pand staat in het Rijksbeschermd gezicht Baarn - Prins Hendrikpark e.o..
De woningen werd in 1914 gebouwd voor de directeur van het Badhotel.
Boven de erker bevindt zich een inpandig balkon. De hoofdingang zit in de zijgevel, de tuindeuren bevinden zich aan de voorzijde.